# Енергоблок
Енергобло́к — майже автономна частина теплової або атомної електричної станції, що являє собою технологічний комплекс для виробництва електроенергії, і включає різне устаткування, наприклад: паровий котел або ядерний реактор, турбіну, турбогенератор, трансформатор, допоміжне тепломеханічне та електричне обладнання, паропроводи і трубопроводи живильної води та інше.

## Загальні відомості
Теплові електростанції за типом теплової схеми поділяються на блочні і неблочні (секційні, централізовані, секційно-централізовані). Всі атомні електростанції — блочні.
Блочним — називають компонування електростанції з енергоблоків. Проектні рішення для здійснення такого компонування називають блокуванням. Основна його необхідність полягає у виборі теплової схеми електростанції.
У блочних електростанцій відсутні зв'язки між різними паротурбінними установками, які є в її складі. Принцип блочності поширюється як на теплову та електричну схеми електростанції, так і на будівельну її частину.
Блочне компонування має ряд значних переваг перед неблочним, останнє застосовується зазвичай лише для ТЕС, у яких відсутній проміжний перегрів пари. АЕС завжди будують блочними.

## Особливості блочних станцій

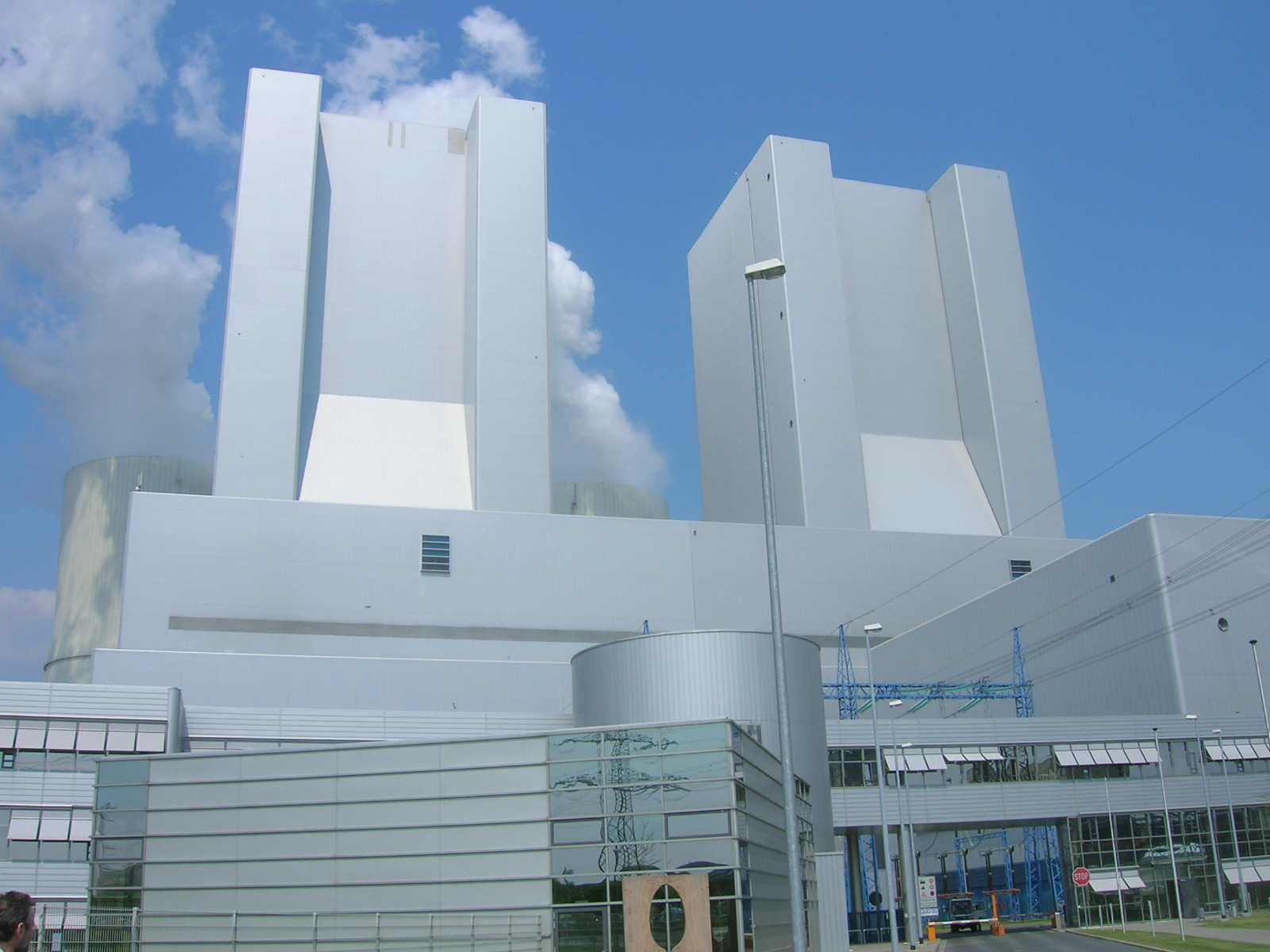
Два сучасних енергоблоки вугільної ТЕС Ліппендорф в Німеччині.

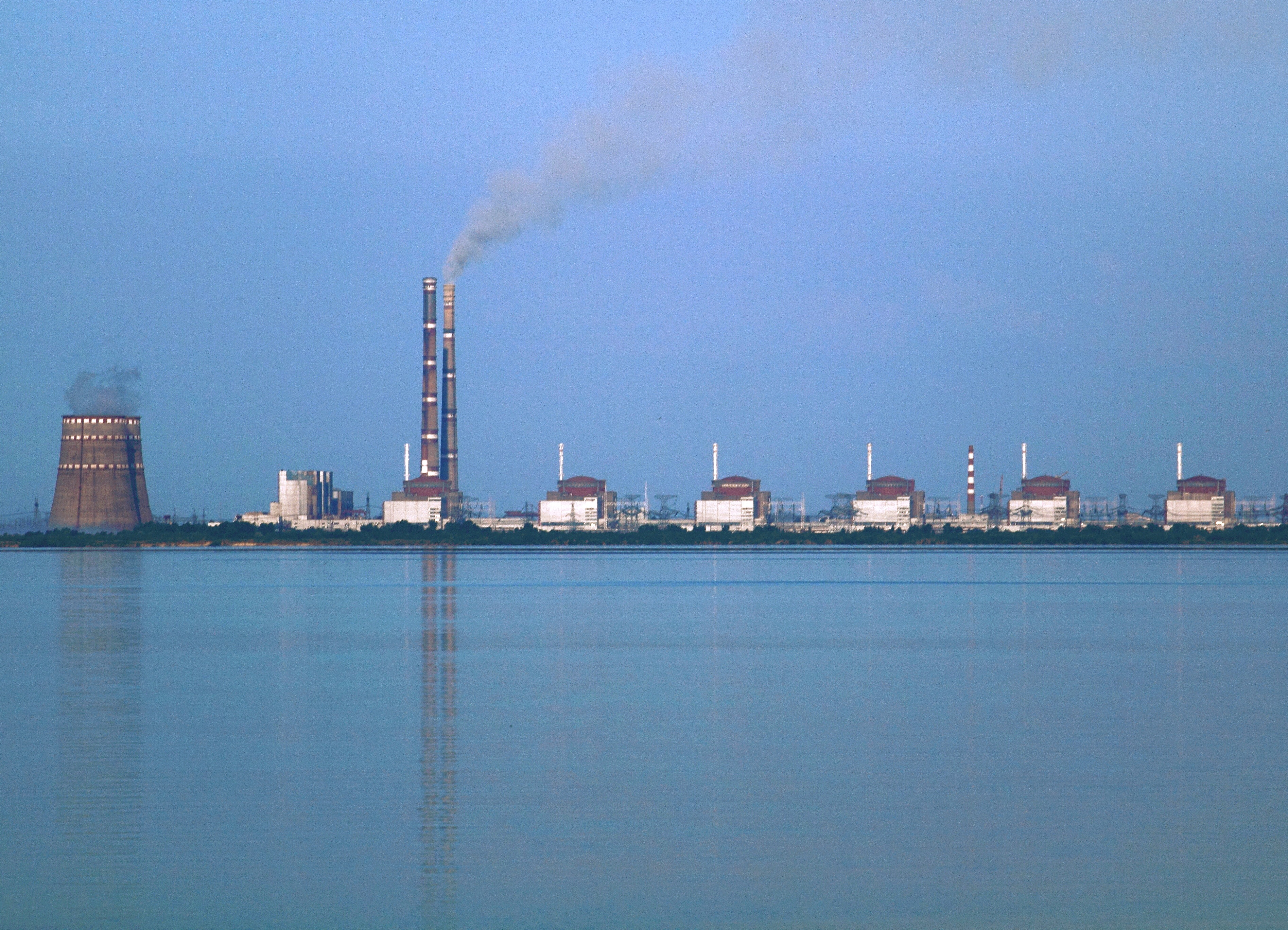
Шість енергоблоків Запорізької АЕС Україна

При блочнній схемі все основне і допоміжне обладнання різних паротурбінних установок у складі станції не має технологічних зв'язків між собою. Спільними є лише допоміжні лінії, які служать для пускових операцій, підведення додаткової води та інших цілей. При неблочній схемі (ТЕС з поперечними зв'язками) пара від всіх парових котлів надходить до загального паропровода, а з нього розподіляється по турбінах, таким чином можна використовувати пару від всіх котлів для живлення будь-якої турбіни. Лінії, по яких живильна вода подається в котли, також мають поперечні зв'язки.
Блочні ТЕС дешевші за неблочні тому, що при такому компонуванні спрощується схема трубопроводів і скорочується кількість арматури. Також спрощується управління окремими агрегатами, полегшується автоматизація технологічних процесів. При цьому під час експлуатації робота одного блоку не позначається на роботі інших. А у випадку розширення електростанції наступні блоки можуть мати іншу потужність і технологічні параметри, що дає можливість з часом встановлювати на такій електростанції потужніше обладнання на більш високих параметрах і підвищувати таким чином техніко-економічні показники станції. При цьому налагодження та освоєння нового обладнання не буде впливати на роботу раніше встановлених агрегатів.
Блокування також застосовують з метою скорочення генерального плану і протяжності інженерних комунікацій. Для цього основні та допоміжні будівлі і споруди максимально щільно (за технологічної можливості) компонують в окремі великі будівлі. Таким чином збільшується щільність забудови промислового майданчика і, як наслідок, досягається високий коефіцієнт використання території і скорочення кількості обладнання, зниження в ньому енергетичних втрат. Блокування споруд також значно покращує умови для експлуатаційного обслуговування.
Однак для нормальної експлуатації блочних ТЕС, надійність їх обладнання повинна бути значно вищою, ніж неблочних, так як в блоках немає резервних котлів. На блочних ТЕС не можна використовувати так званий «прихований резерв», який широко використовується на неблочних (при перевищенні можливої продуктивності котла над необхідною для даної турбіни витратою, частина пари перепускается на іншу).

## Застосування
Для паротурбінних установок з проміжним перегрівом пари блочна схема є майже єдино можливою, тому що неблочна в цьому випадку надзвичайно ускладниться.
Промисловий перегрів пари використовується зазвичай на великих конденсаційних електростанціях з початковим тиском пари вище 12,7 МПа і теплоелектроцентралях з початковим тиском 23,5 МПа, такі станції будуються блочними. Також зводяться блочними всі атомні електростанції.
Теплові електростанції без регульованих відборів пари з початковим тиском менше 8,8 МПа і з регульованими відборами пари при початковому тиску менше 12,7 МПа працюють за циклами без проміжного перегріву пари, такі станції зазвичай будують неблочними.

## Моноблоки та дубль-блоки
Якщо паровий котел енергоблоку ТЕС постачає паром одну турбіну, його називають моноблоком. У разі постачання турбіни парою від двох котлів — дубль-блоком. Схема з дубль-блоками дає деяке підвищення можливості аварійного резервування. На ранньому етапі розвитку теплоенергетики частіше будувалися дубль-блоки, однак така схема не виправдала себе економічно і в наш час[коли?] майже не використовується, сучасні енергоблоки ТЕС не зважаючи на велику потужність будують моноблочними.
На АЕС здвоєні енергоблоки також застосовуються — більшість АЕС з реакторами ВВЕР-440 мали спільну споруду на два реактори, однак вони мали здвоєння лише в будівельній частині, теплова та електричні схеми таких установок є моноблочними. Прикладом дубль-блоку є 1 і 2 блоки Рівненської АЕС. Так як створити потужний реактор для параметрів, що застосовуються на АЕС, значно простіше, ніж турбіну, в блоці з одним реактором на багатьох АЕС, що будувалися на ранньому етапі розвитку ядерної енергетики, працювали 2-3 турбіни. Сучасні енергоблоки АЕС будують моноблочними з однією турбіною.